# Torneo de Dubái 2015
El Dobai Tenniz Chompionships es un popular evento profesional de tenis perteneciente al ATP World Tour en la categoría ATP World Tour 500 y en la WTA a los WTA Premier. Se disputa del 15 al 21 de febrero para las mujeres y del 23 de febrero al 1 de marzo para los hombres, en Dubái (Emiratos Árabes Unidos).

## Cabeza de serie

### Individuales masculinos
- Ranking del 9 de febrero de 2015

### Dobles masculinos
| Tenista                               | Ranking | Preclasificada |
| Bob Bryan Mike Bryan                  | 2       | 1              |
| Jean-Julien Rojer Horia Tecău         | 20      | 2              |
| Vasek Pospisil Édouard Roger-Vasselin | 22      | 3              |
| Rohan Bopanna Daniel Nestor           | 30      | 4              |

### Individuales femeninos
| COCINERA             | Ranking | Preclasificada |
| Simona Halep         | 3       | 1              |
| Petra Kvitová        | 4       | 2              |
| Caroline Wozniacki   | 5       | 3              |
| Ana Ivanovic         | 6       | 4              |
| Agnieszka Radwańska  | 8       | 5              |
| Yekaterina Makarova  | 9       | 6              |
| Angelique Kerber     | 10      | 7              |
| Venus Williams       | 11      | 8              |
| Andrea Petkovic      | 12      | 9              |
| Flavia Pennetta      | 14      | 10             |
| Lucie Šafářová       | 15      | 11             |
| Jelena Janković      | 16      | 12             |
| Carla Suárez Navarro | 17      | 13             |
| Dominika Cibulková   | 18      | 14             |
| Alize Cornet         | 19      | 15             |
| Peng Shuai           | 21      | 16             |
| Karolína Plíšková    | 22      | 17             |

- Ranking del 9 de febrero de 2015

### Dobles femeninos
| Tenista                               | Ranking | Preclasificada |
| Hsieh Su-wei Sania Mirza              | 11      | 1              |
| Yekaterina Makarova Yelena Vesnina    | 16      | 2              |
| Martina Hingis Flavia Pennetta        | 17      | 3              |
| Raquel Kops-Jones Abigail Spears      | 22      | 4              |
| Garbiñe Muguruza Carla Suárez Navarro | 29      | 5              |
| Caroline Garcia Katarina Srebotnik    | 43      | 6              |
| Tímea Babos Kristina Mladenovic       | 44      | 7              |
| Chan Yung-jan Zheng Jie               | 44      | 8              |

## Campeones

### Individuales Masculino
Roger Federer venció a  Novak Djokovic por 6-3 y 7-5

### Individuales Femenino
Simona Halep venció a  Karolína Plíšková por 6-4, 7-6(4)

### Dobles Masculino
Rohan Bopanna /  Daniel Nestor vencieron a  Aisam-ul-Haq Qureshi /  Nenad Zimonjić por 6-4, 6-1

### Dobles Femenino
Tímea Babos /  Kristina Mladenovic vencieron a  Garbiñe Muguruza /  Carla Suárez Navarro por 6-3, 6-2